# Червеноопашата маймуна
Червеноопашатата маймуна (Cercopithecus ascanius) е вид бозайник от семейство Коткоподобни маймуни (Cercopithecidae).

## Разпространение и местообитание
Разпространен е в Ангола, Бурунди, Замбия, Кения, Демократична република Конго, Руанда, Танзания, Уганда, Централноафриканската република и Южен Судан.